# Cromel
El cromel es una aleación compuesta de aproximadamente 90% de níquel y 10% de cromo que se usa para fabricar los conductores positivos de los termopares ANSI Tipo E (cromel-constantan) y K (cromel-alumel). Se puede utilizar a temperaturas de hasta 1100 °C en atmósferas oxidantes. Chromel es una marca registrada de Concept Alloys, Inc.

## Características y propiedades
| Características:           | Cromel (90%-10% Ni-Cr)      |
| -------------------------- | --------------------------- |
| Coeficiente de temperatura | 0.00032 K−1                 |
| Resistividad               | 0.706 µΩ m                  |
| Propiedades mecánicas:     | Cromel (90%-10% Ni-Cr)      |
| Elongación en rotura       | <44%                        |
| Ensayo de Izod             | 108 J m−1                   |
| Módulo elástico            | 186 GPa                     |
| Tensión de rotura          | 620–780 MPa                 |
| Propiedades físicas:       | Cromel (90%-10% Ni-Cr)      |
| Densidad                   | 8.5 g cm−3                  |
| Punto de fusión            | 1420 °C                     |
| Propiedades térmicas:      | Cromel (90%-10% Ni-Cr)      |
| Coeficiente de dilatación  | 12.8×10−6 K−1 at 20–1000 °C |
| Temperatura máxima de uso  | 1100 °C                     |
| Conductividad térmica      | 19 W m−1 K−1 at 23 °C       |

## Tipos

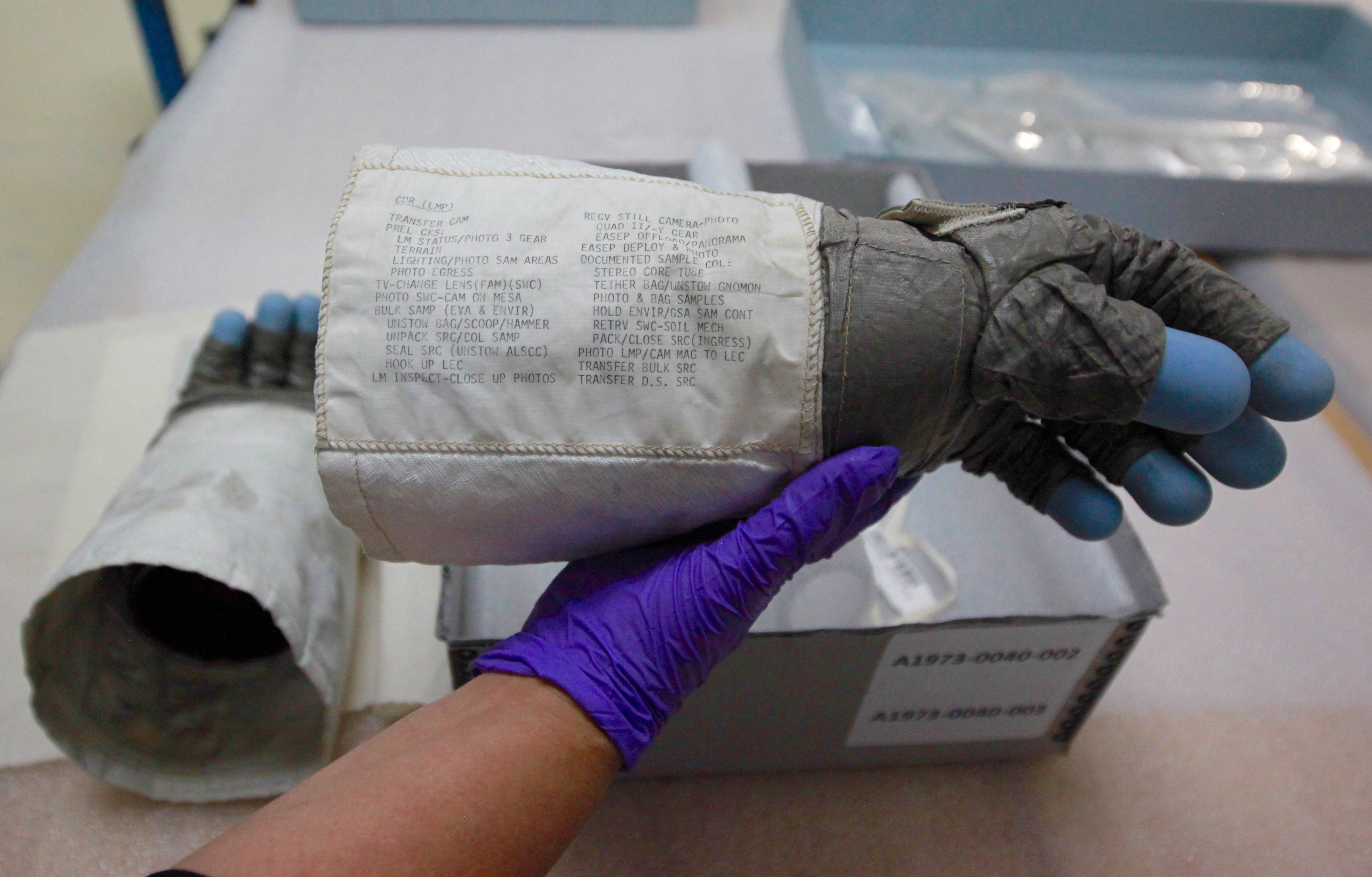
Guante lunar EVA del Apolo 11. Las áreas grises son Chromel-R

### Cromel A
El cromel A es una aleación que contiene aproximadamente el 80% de níquel y el 20% de cromo (en peso). Más precisamente, Cr 20%, Fe 0,5%, Si 1%, Ni resto. Se utiliza por su excelente resistencia a la corrosión a altas temperaturas y la oxidación. También es comúnmente llamado Nicromo 80-20 y se utiliza para elementos de calefacción eléctrica.

### Cromel C
El cromel C es una aleación que contiene 60% de níquel, 16% de cromo y 24% de hierro. También es comúnmente llamado Nicromo 60 y se utiliza para elementos de calefacción, bobinados de resistencia y cortadores de alambre en caliente.

### Cromel-R
El cromel R tiene una composición de Cr 20%, Ni 80%.
El cromel-R es conocido porque se usó para realizar una especie de tejido usado por la NASA en el Programa Apolo.